# Adżarowie
Adżarowie (gruz. აჭარლები, Ačarlebi) – grupa etniczna w obrębie narodu gruzińskiego, zamieszkująca wchodzącą w skład Gruzji Adżarię oraz Turcję.
Adżarowie są traktowani jako jedna z grup etnicznych wchodzących w skład część narodu gruzińskiego, obok Megrelów, Swanów czy Lazów. Według danych z 1989 roku 342 806 Adżarów zamieszkuje Adżarię. Dane z 2012 mówią o 376 016 mieszkańców. Adżaria to autonomiczna republika, stanowiącą część Gruzji. Pozostali Adżarowie zamieszkują inne regiony Gruzji oraz pobliską Turcję. Często określa się ich mianem gruzińskich muzułmanów. Dialekt którym mówią, znajdował się pod silnym wpływem lazyjskiego i tureckiego. Do zapisu używają jednak alfabetu gruzińskiego.
W czasach starożytnych Adżaria wchodziła w skład Kolchidy i Iberii kaukaskiej. W V wieku p.n.e. zaczęli się tu osiedlać Grecy. W II wieku p.n.e. Adżaria znalazła się pod panowaniem rzymskim. Miejscowe plemiona przyjęły chrześcijaństwo w okolicach IV wieku. W IX wieku tereny te weszły w skład królestwa Gruzji, jako część Lazyki. W XVII wieku zostały jednak podbite przez Imperium Osmańskie i zaczął się tu rozwijać islam. Z biegiem czasu większość miejscowych przyjęła nową religię. W 1878 roku Osmanowie zostali wyparci przez Cesarstwo Rosyjskie, które dążyło do podboju Kaukazu. Po przejęciu władzy przez bolszewików, Adżaria, podobnie jak Gruzja, stała się częścią ZSRR. Uzyskała wówczas status autonomicznej republiki ze stolicą w Batumi. Część Adżarów została deportowana za rządów Józefa Stalina na tereny Azji Środkowej. Po odzyskaniu przez Gruzję niepodległości zachowano autonomiczny status republiki. W 1991 roku przywódca Adżarów, Asłan Abaszydze, stworzył de facto niezależne od Tbilisi państwo. Rząd gruziński odzyskał pełnię władzy na tych terenach dopiero w 2004 roku.
Traktowanie Adżarów jako odrębnej grupy wśród Gruzinów jest konsekwencją faktu, iż wielu z nich było i jest wyznawcami islamu. Sytuacja ta zaczęła się jednak zmieniać po upadku ZSRR, kiedy to Gruzja odzyskała niepodległość. Wielu Adżarów zaczęło wówczas przechodzić na chrześcijaństwo i zostawali członkami Gruzińskiego Kościoła Prawosławnego. Proces ten dotyczył przede wszystkim młodzieży. Według niektórych danych, o ile pod koniec XX wieku około 75% Adżarów było muzułmanami, a tylko około 25% chrześcijanami, to obecnie stosunki te miałyby być odwrotne.